# Galidia kasztanowata
Galidia kasztanowata (Galidia elegans) – gatunek drapieżnego ssaka z podrodziny galidii (Galidiinae) w obrębie rodziny falanrukowatych (Eupleridae).

## Taksonomia
Rodzaj i gatunek po raz pierwszy zgodnie z zasadami nazewnictwa binominalnego opisał w 1837 roku francuski przyrodnik Isidore Geoffroy Saint-Hilaire nadając im odpowiednio nazwy Galidia i Galidia elegans. Holotyp pochodził z Tamatave, na Madagaskarze. Jedyny przedstawiciel rodzaju galidia (Galidia). 
Relacje między podgatunkami nie zostały zbadane w nowoczesnym sensie filogeograficznym, a w niektórych przypadkach cechy użyte do ich oddzielenia są niejednoznaczne. Podgatunkowy status niektórych geograficznie pośrednich populacji pozostaje nierozwiązany (np. dorzecze rzeki Sambirano, region jezior na zachód od Tsingy de Bemaraha i lasy w pobliżu Daraina). Mieszańce pomiędzy tymi różnymi formami geograficznymi w niewoli dają płodne młode. Autorzy Illustrated Checklist of the Mammals of the World rozpoznają trzy podgatunków. Podstawowe dane taksonomiczne podgatunków (oprócz nominatywnego) przedstawia poniższa tabelka:
| Podgatunek         | Oryginalna nazwa             | Autor i rok opisu | Miejsce typowe |
| ------------------ | ---------------------------- | ----------------- | --- |
| G. e. dambrensis   | Galidia elegans dambrensis   | Tate & Rand, 1941 | Montagne d’Ambre, na wysokości 1000 m, Madagaskar.                                                                    |
| G. e. occidentalis | Galidia elegans occidentalis | Albignac, 1971    | W pobliżu Bekopaki, 50 km na południe od Antsalovy (19°06′S 44°48′E/-19,100000 44,800000), na wysokości 100 m n.p.m.. |

### Etymologia
- Galidia: gr. γαλιδευς galideus, γαλιδεως galideōs „młoda łasica”, zdrobnienie od γαλεη galeē lub γαλη galē „łasica”[14].
- elegans: łac. elegans, elegantis „elegant”, od elegere prawdopodobnie wczesnej formy eligere „wybrać”[15].
- dambrensis: Montagne d’Ambre, Madagaskar.
- occidentalis: łac. occidentalis „zachodni”, od occidens, occidentis „zachód”, od occidere „ustawić”[16].

## Zasięg występowania
Galidia kasztanowata występuje na Madagaskrze zamieszkując w zależności od podgatunku:
- G. elegans elegans – wschodni Madagaskar (region otaczający Andapę na południe do Tôlanaro).
- G. elegans dambrensis – północny Madagaskar (pierwotnie opisany z góry Montagne d’Ambre, ale osobniki z Ankarany odnoszą się do tego taksonu).
- G. elegans occidentalis – środkowo-zachodni Madagaskar (regiony wapienne Bemaraha, Namoroka i Kelifely).

## Morfologia
Długość ciała (bez ogona) 30–38 cm, długość ogona 26–29,1 cm, długość ucha 2,8–3 cm, długość tylnej stopy 6–7,2 cm; masa ciała 655–965 g (wymiary dla podgatunku nominatywnego). Wymiary u pozostałych podgatunków w dużej mierze pokrywają się. Na podstawie pomiarów dokonanych w Ranomafanie we wschodniej części wilgotnego lesu istnieją pewne przesłanki świadczące o dymorfizmie płciowym w zakresie wielkości ciała – osiem dorosłych samców miało ciężar ciała wynoszący średnio 992 g (zakres 900–1085 g), a dwie dorosłe samice odpowiednio 760 i 890 g. Niewielki ssak o wydłużonym ciele z długim, grubym ogonem i krótkimi łapami. Uszy małe, zaokrąglone. Grzbiet ciała rdzawobrązowy, spód ciała i łapy ciemnobrązowe do czarnych. Na ogonie występują poprzeczne czarne pręgi na rdzawobrązowym tle.

## Tryb życia
Galidie kasztanowate są spotykane pojedynczo, w parach lub małych grupkach – prawdopodobnie grupach rodzinnych skupionych wokół dojrzałej pary. Po ciąży trwającej 72-91 dni samica rodzi jedno młode. Rozmiary dorosłych osobników osiągają około 1 roku, a dojrzałość płciową w drugim roku życia. Żyje do 13 lat w niewoli, w naturze krócej. Są wszystkożerne – zjadają małe ssaki i inne małe kręgowce oraz bezkręgowce i owoce.